# Étienne Maurice Falconet

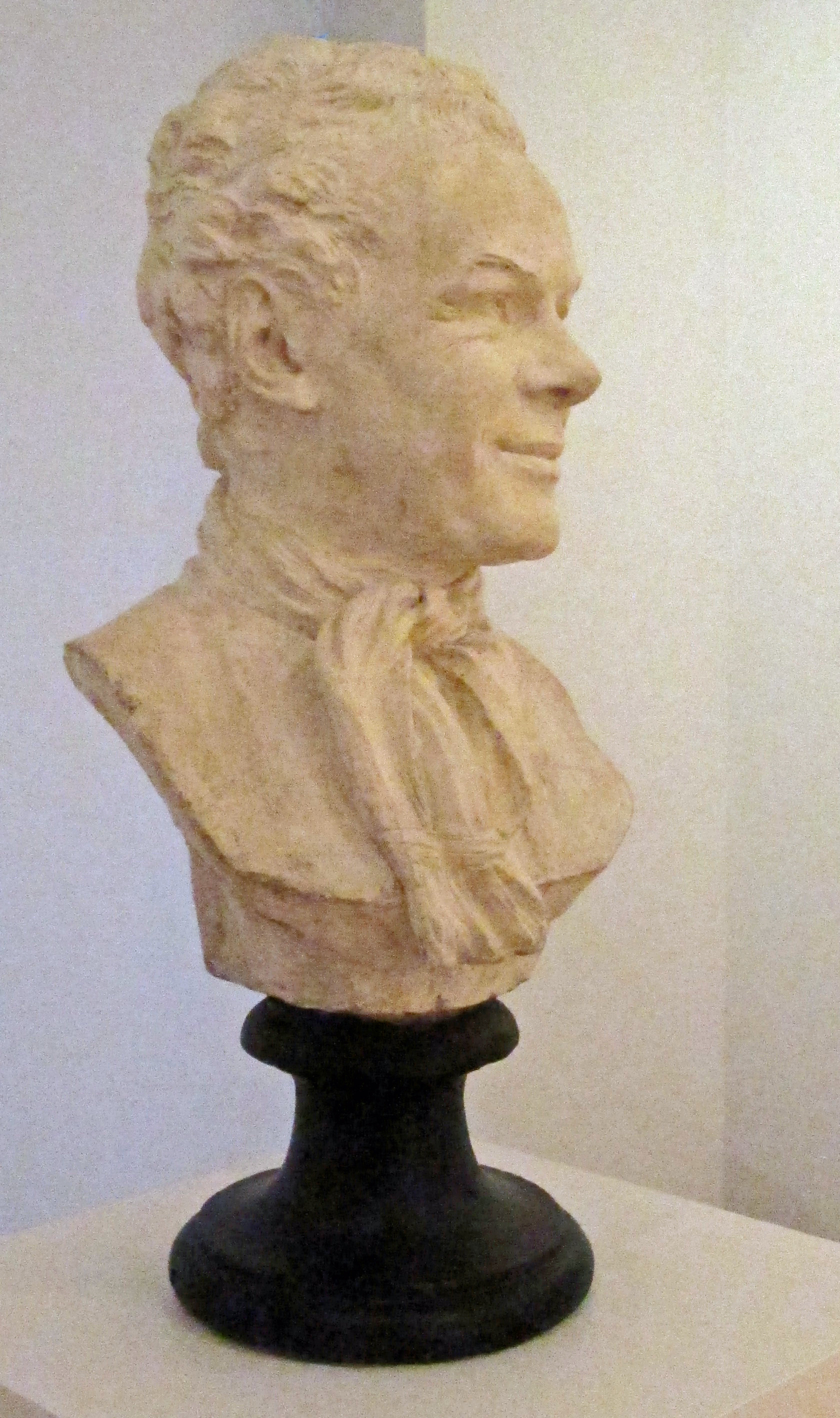
Byst som föreställer Étienne Maurice Falconet, utförd av hans elev och sonhustru Marie-Anne Collot.

Étienne Maurice Falconet, född 1 december 1716 i Paris, död där 24 januari 1791, var en fransk skulptör.
Falconet stod under 1750-talet med sin graciösa och eleganta plastik som en av rokokons främsta bildhuggare. Flera av hans verk i Sèvresporslin. Under inverka av den vaknande klassicismen blev hans senare verk alltmera storlinjiga och monumentala och förebådar hans livs storverk, den väldiga, med kraft utförda ryttarstatyn av Peter den store i Sankt Petersburg kallad Bronsryttaren. Falconet verkade även som författare i konsthistoriska ämnen.